# 데이미언 리스

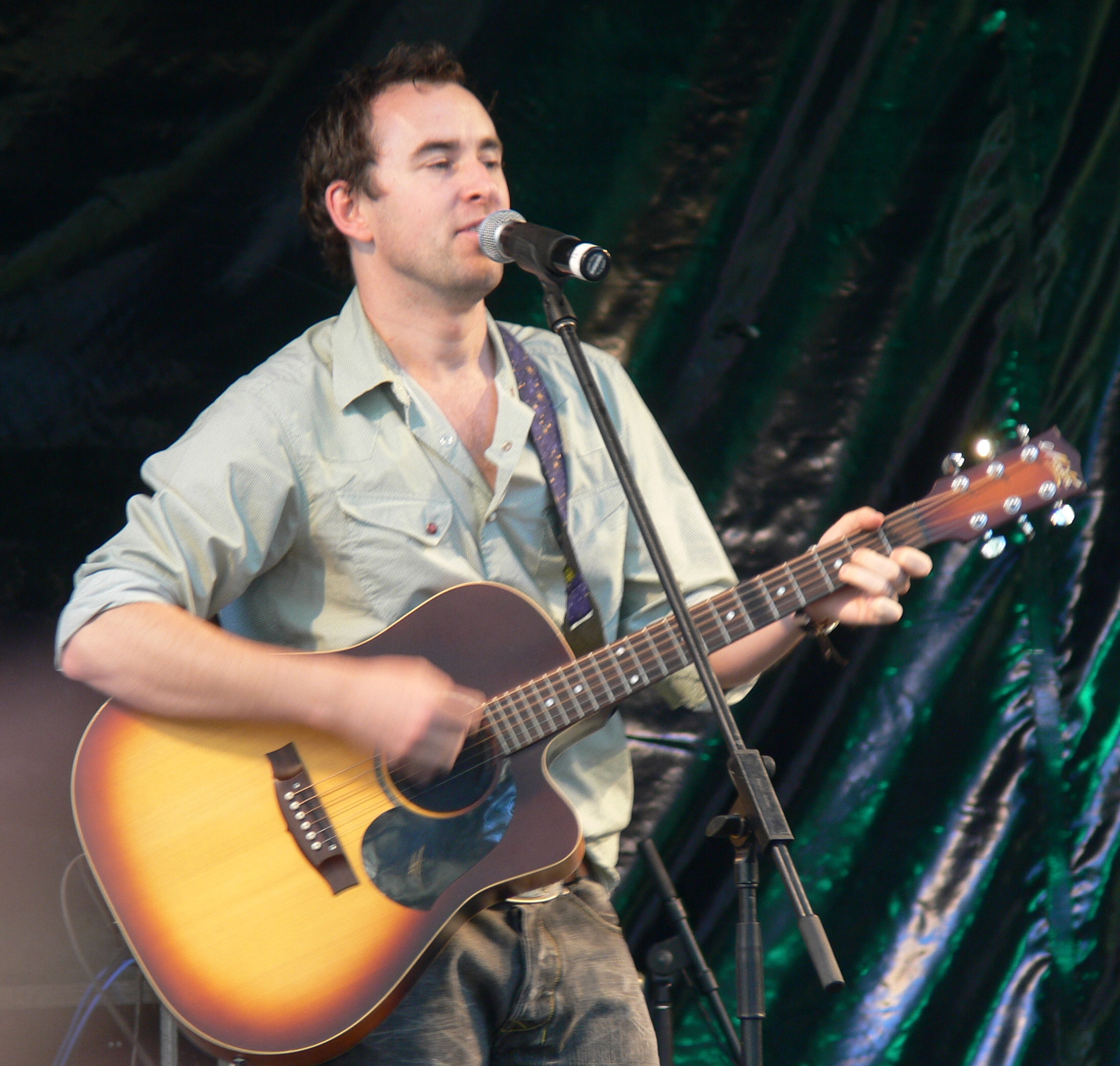
데이미언 리스

데이미언 리스(Damien Leith, 1976년 1월 18일 ~ )은 아일랜드 출신 오스트레일리아의 가수이자 음악가이다.
아일랜드 수도 더블린에서 태어났으며, 2006년 11월 26일에 오스트레일리아의 네트워크 텐(Network Ten)방송국의 가수 발굴 프로그램인 '오스트레일리안 아이돌 2006'에 참가하여 우승을 차지한 것을 계기로 본격적인 가수로 데뷔했다.
우승 직후 발매한 음반(하단 '음반목록' 참조)은 그 즉시 오스트레일리아 인기곡순위집계시스템인 'ARIA차트'의 1위(2007년 1월)에 올랐다.
그 여세를 몰아, 2007년 1월 25일에는 정식으로 오스트레일리아에 귀화, 시드니의 시민이자 대중음악가로서 새 삶을 시작했다. 귀화 직후, 이를 적극적으로 지원했던 존 하워드 연방총리와 국민들에게 감사의 인사를 전했다. 2007년 2월에는 오스트레일리아 노동당의 뉴사우스웨일스주의회 선거를 앞둔 전당대회에 출연하여 자신의 히트곡들을 불렀다.